# 奥古斯特二世 (波兰)
（強壯的）奥古斯特二世（波兰语：August II Fryderyk Moncny；德语：Friedrich August I der Starke，1670年5月12日—1733年2月1日），神圣罗马帝国萨克森选帝侯（称为腓特烈·奥古斯特一世（德語：Kurfürst Friedrich August I.），1694年—1733年），在1697年到1733年间兼任波兰国王與立陶宛大公（1697年—1706年，1709年—1733年）。
他被認為是17世紀末至18世紀初宮廷輝煌時期最引人注目的人物之一，因其身形魁梧、力大無窮而綽號「強力王」、「鐵腕」，據說可徒手折斷馬蹄鐵、單手破牆。他於年輕時（1687年）曾造訪過法王路易十四的凡爾賽宮，對凡爾賽宮的華麗排場與路易十四的絕對王權非常仰慕，因此終生以路易十四為偶像。但是他一生的成就有限，只建立了薩克森的絕對君主制，並獲得王權虛設的波蘭王冠一頂；其領土與人口並無實質增加，可說是半吊子的雄圖霸業。

## 初展雄圖
腓特烈·奥古斯特为萨克森选侯约翰·乔治三世之子，1694年自其兄约翰·乔治四世处继承选帝侯爵位。1697年波兰国王约翰三世去世后，腓特烈·奥古斯特藉改宗天主教，从18位竞争者中脱颖而出，擊敗威脅性最高的法國候選人—孔蒂親王，成功当选为波兰国王，但也失去歐洲新教徒的信賴，並讓薩克森永遠地失去「新教護法」的光環（當初在16世紀的宗教改革時，薩克森選帝侯帶頭改信信義宗，並大力保護馬丁路德）。不過薩克森仍參與新教聯盟，只是被布蘭登堡取代其領導地位而已。
奥古斯特二世在1690年代大幅強化薩克森的絕對君主制，不但成功壓制等級議會的反對聲浪，徵收豐厚的普通消費稅，更把原本不足兩萬的常備軍，擴增到三萬人（與普魯士勢均力敵）。他因此有充沛的財力仿效法國的太陽王，展開奢華排場並進行文化建設。
到1700年時，單靠薩克森兩百萬的人口與財力（薩克森乃神圣罗马帝国中的傳統強邦，人口財力遠多於120萬人的普魯士，是德意志各邦人口最多的諸侯），腓特烈·奥古斯特就穩坐德意志最強諸侯之寶座，更不用說表面上仍是東歐強國的波蘭（人口900多萬）。

## 大北方戰爭
腓特烈·奥古斯特于1699年结束波土戰爭，偕同奥地利、俄国、威尼斯与奥斯曼帝国签订《卡尔洛维茨和约》。尽管在战争中取胜，但由于哈布斯堡王朝的自私自利，波兰只收回右岸烏克蘭地區，并未能分得一块大蛋糕。和约的最大受益者是奥地利，哈布斯堡王朝得以将整个特兰西瓦尼亚地区吞并。
腓特烈·奥古斯特于1699年11月与俄国和丹麦结成反对瑞典国王卡尔十二世的北方同盟；1700年8月，三者共同投入反对瑞典的大北方战争（1700年—1721年）。雖然他有三萬的薩克森軍與一萬八千的波蘭軍，但是隨著战争的进展，很快证明薩克森-波兰缺乏与瑞典進行軍事对抗的能力。1701年卡尔十二世在里加战役中打败波兰军队，到1702年他已经攻克波兰首都华沙；1704年7月12日，贵族会议在卡尔十二世武力威胁下宣布废黜腓特烈·奥古斯特，选举亲瑞典的斯坦尼斯瓦夫·莱什琴斯基为波兰国王（斯坦尼斯瓦夫一世），但受到波兰大部分小贵族的反对。1706年瑞典軍攻入薩克森，奥古斯特二世被迫无条件投降，签订阿尔特兰施泰特和约，放弃自己的波兰王位。但是，1709年彼得大帝在波尔塔瓦战役中将卡尔十二世彻底击溃，扶持奥古斯特二世重登波兰王位，斯坦尼斯瓦夫一世逃亡普鲁士；波蘭政局全由俄國控制，瑟姆聽任其宰割，史稱「沉默的瑟姆」。
1714年，奥古斯特二世与俄国、丹麦、普鲁士联盟反对东山再起的卡尔十二世；1721年，奥古斯特二世与瑞典签订斯德哥尔摩条约，恢复战前疆界。此時波蘭和薩克森境內一片殘破，薩克森的人口更從200萬下降到170萬；十多年後薩克森的國力就被「士兵王」統治的普魯士超越（腓特烈·威廉一世力倡儉樸，把軍隊從3.8萬擴大到8萬人；治下人口更從1713年的155萬增加到1740年的225萬）。

## 薩克森的成就與限制

### 城市與經濟建設
虽然奥古斯特二世的波兰首都在华沙，不过他長期居住在薩克森的首都德勒斯登（波兰名稱）。因為對母國的熱愛，他在德勒斯登進行大規模建設，將其打造為璀璨的文化之都，著名的茨溫格宮就是其例。他曾說出一句名言：「君王通过他的建筑而使自己不朽」。
由於他計劃令德累斯顿成為最重要的皇家住處，他亦開始發現中國製造瓷器（「白色的黃金」）的秘密；在他统治下，在德累斯顿和迈森发明了欧洲的瓷器。他亦从欧洲各地招攬许多頂尖的建筑师和画家来德累斯顿。这段时期，在J.A.哈赛的直接指导下，该市的音乐生活也开始活跃起来，1718年建立豪華的森佩爾歌劇院，並在1719年請到知名的韓德爾來演出。他的統治标志德累斯顿在眾欧洲城市當中，开始在技术和艺术上呈現出领先地位，德勒斯登也因此被稱為「易北河上的佛羅倫斯」。
他實行重商主義政策，不但在初期建立薩克森－波蘭貿易公司，成功打入波羅的海，更讓波蘭的農業與薩克森的工業互相配合，使得薩克森經濟在大北方戰爭之後強力復甦，大大有利於薩克森財富的增長。

### 強力王的魅力與限制
在位初期，薩克森人民對選侯充滿疑慮與不滿，因為他為了獲取波蘭王冠，在1697年背棄新教的路德派，改信天主教，連他的選侯夫人也因為拒絕改宗天主教，于是终身与他分居，从此再没离开过德累斯顿。她的固执虔诚一方面受到許多人的爱戴，另一方面也为她招来了不少非议。
但是隨著時間證明，奧古斯特二世並未在薩克森引入天主教，仍保持路德教派在薩克森的優勢地位，因此人民逐漸接受這位充滿魅力的「國王」。不少人甚至以歡欣鼓舞的心情，對充滿傳奇故事的國王喜愛崇拜（譬如空手拗斷馬蹄鐵、用一根手指頭吊起兩個壯漢），稱他為「薩克森的海克力斯」，這也正是奧古斯塔二世積極仿效太陽王路易十四的正面功效。
雖然奧古斯特二世對薩克森深切的熱愛與孜孜不倦的建設，使他在中後期廣受薩克森人民的愛戴，並在死後以「藝術之父」的名號被長久紀念；但是國內的路德派貴族，仍是對他改宗天主教頗有不滿，並反抗其集權措施。特別是在1717年他讓兒子兼繼承人奧古斯特三世改信天主教的行為公開之後（同樣是為了繼承波蘭王位），更在貴族間引起軒然大波，各自在其封地內抵制選侯的施政與干涉，並減少和中央政府的合作。雖然貴族與等級議會在1730年代被王權持續壓制，但是城市議會卻不斷茁壯；而貴族不願在軍隊服役當軍官，使得薩克森兵數很難突破四萬人，無法像普魯士的容克貴族那樣積極服役，充滿效忠王室的尚武精神。

### 與普魯士的競賽
當時鄰國的普鲁士「士兵王」，正以令人難以忍受的吝啬积累钱财，實施全力建軍、提高军备的政策。奧古斯特二世卻對自己的高尚風雅與文化建設沾沾自喜，曾自诩其都城德雷斯顿是德意志的雅典（暗指自己高雅），把邻国普鲁士都城柏林比作德意志的斯巴达（暗指士兵王粗俗），士兵王听闻这个评价后却颇为高兴。兩人死後，士兵王的軍國主義方針被證明是正確的；他雄才大略的兒子——腓特烈大帝繼位後（擴軍至16萬人），在1756年輕易地攻破軍備不振的薩克森（軍隊不足四萬），建立北德地區的霸權。
1730年，奧古斯特二世與普魯士公開結盟；他並在夏季舉行一場盛大的閱兵典禮，總數三萬六千的薩克森軍，配備精良、奪目的裝備，向鄰國展現薩克森雄厚的軍事與經濟實力。當時年輕的普魯士王儲腓特烈大帝也在現場觀禮，據說他因此忌憚薩克森的國力，在未來的七年戰爭（1756-1763年）中，就以占領薩克森、榨取其資源為第一目標。
1763-1765年輔政的偉大政治家托馬斯·馮·弗里奇（Thomas von Fritsch，1700-1775年，出身中產階級卻成為貴族），於1763年公允地評價說，奧古斯特二世在位的最後十年（1723-1733年），乃是薩克森史上絕無僅有的巔峰期，再也沒有一位薩克森君主，享有過這樣的輝煌與榮耀。（1763年薩克森選侯腓特烈·奧古斯特在俄國強大的壓力下，不再兼任波蘭國王）弗里奇任內策畫薩克森一系列的重建計畫，十年內就將薩克森的國力與經濟從廢墟中救起。
奧古斯特也拒绝签署神圣罗马帝国皇帝查理六世为确保其女儿玛丽亚·特雷西娅继承奥地利王位，而要求各国君主和诸侯签署的国事诏书，希望能在之後的奧地利王位繼承戰爭（1740-1748年）分一杯羹（結果一無所獲）。

## 波蘭的失敗與經濟復甦
奥古斯特二世致力于恢复波兰形同虚设的王权，曾於1715年未經波蘭的貴族國會（瑟姆）同意，就開征新稅、提升政府的效率，結果波蘭貴族发动叛乱，企图推翻奥古斯特二世。他試圖以二萬五千的薩克森軍來鎮壓叛亂、遂行其意志，結果波蘭貴族向俄國的彼得大帝求援。彼得抓準機會從中得利，在1717年以居中協調為名，派遣军队来迫使双方就范（史称“1717年无声议会”），从而結束波蘭的紛爭，結果是沙皇從此成為波蘭的實際操控者，成為未來瓜分波蘭的關鍵前因。1717年協議的少數幾項成就，是規定联邦只准維持二萬四千人的常備軍（大約是俄國的十分之一），並且補強了國家原本几近消失的行政功能；問題在於國王沒有常備軍的控制權，導致剩餘的中央權力，淪為幾個權貴大家族的鬥爭目標。權貴互鬥增強了貴族間的離心意志，更加渴求外國強權的干涉。1719年他試圖與英國、奧地利締結同盟，如此可有效制衡俄國在波蘭的巨大影響力，但是聯盟計畫因為貴族叛亂而被迫放棄。
1721年大北方戰爭結束後，波蘭的經濟復甦與社會漸漸穩定，加上彼得大帝在1725年過世後，俄國的外部影響顯著降低，奧古斯特二世在波蘭的權力逐步上升。但是波蘭根深蒂固的貴族民主制（瑟姆的「自由否決權」），讓大權貴輕易地遏制他提升王權的企圖。1727年他在華沙把氣派非凡的薩克森花園修建完成，並對外開放參觀，促使他在波蘭的人氣上升。
1733年奧古斯特二世在華沙因糖尿病而病逝。他生前努力將波蘭的王位繼承改為世襲制，以傳給自己的子孫，最終沒有成功（仍維持著王位選舉制），於是他在晚年計畫與奧、俄兩國協商，將波蘭徹底瓜分成薩克森、奧、俄的三國領土，讓薩克森獲得實質的領土擴張。結果此計畫因他突然病逝故無疾而終。
他死後其子幸運來敲門，在外援俄國與奧國的支持下，其子奧古斯特三世在波蘭王位繼承戰爭（1733-1738年）當中，於1734年成功獲選為波蘭國王（因為俄、奧達成共識，讓二流國力的薩克森選侯當波蘭國王，比較容易去操控）。

## 後代
奥古斯特二世的外号“强力王”可能含有贬义，意在讽刺他不遗余力地追逐女色。他擁有365名子女的傳聞雖然無法證實，但其的確擁有不少私生兒女，其中以法國大元帥莫里斯·德·薩克斯最為著稱。